# اوبری ادامز
اوبری ادامز (به انگلیسی: Aubrey Addams) بازیگر پورنوگرافی آمریکایی است.

## جوایز و نامزد
- خامه رویایی - نامزد جایزه اکس ار سی او ۲۰۰۶
- ستاره کوچک جدید - نامزد جایزه اکس ار سی او ۲۰۰۶
- زن تازه‌کار محبوب - نامزد نهایی طرفداران رسانه و سرگرمی‌های بزرگسالان ۲۰۰۷
- بهترین ستاره کوچک جدید - نامزد جایزه فیلم شب ۲۰۰۷
- بهترین صحنه‌های سکس گروهی دخترها - جایزه‌ای وی ان ۲۰۰۹